# Ruud Koole
Rudolf Anton (Ruud) Koole (Rilland-Bath, 16 augustus 1953) is hoogleraar politieke wetenschappen aan de Universiteit Leiden. Daarvoor was hij van 17 maart 2001 tot 9 december 2005 voorzitter van de Partij van de Arbeid. Tussen 25 april en 6 oktober 2007 was hij interim-voorzitter van die partij. Daarnaast was hij van 2011 tot 2015 en van 2019 tot 2023 lid van de Eerste Kamer der Staten-Generaal.

## Levensloop
Koole werd geboren in Zeeland in een gezin van antirevolutionaire 'kleine luyden'. Hij studeerde na zijn middelbare school in Middelburg eigentijdse geschiedenis aan de Rijksuniversiteit Groningen tot 1979 en politicologie aan het Institut d'Etudes Politiques in Parijs tussen 1979 en 1981.
Daarna was hij van 1981 tot 1989 directeur van het Documentatiecentrum Nederlandse Politieke Partijen van de Rijksuniversiteit Groningen. In deze periode schreef hij een aantal boeken over Nederlandse politieke partijen. In 1989 werd hij universitair docent bij de vakgroep politieke wetenschappen van de Rijksuniversiteit Leiden. In 1992 promoveerde hij in Leiden op het proefschrift De opkomst van de moderne kaderpartij: veranderende partijorganisatie in Nederland 1960-1990. Zijn promotor was Hans Daalder. Datzelfde jaar werd hij tot universitair hoofddocent benoemd. Zijn onderzoek richt zich met name op de Nederlandse politiek en op het functioneren van politieke partijen in West-Europa een historisch-institutionalistische invalshoek is hierbij kenmerkend. Tijdens deze periode was hij, onder meer als visiting scholar bij het Center for European Studies van Harvard-universiteit en bij de Central European University in Praag en als fellow in residence op het Netherlands Institute for Advanced Study in the Humanities and Social Sciences. Van 1994 tot 1996 was hij lid van het bestuur van de Leidse Faculteit der Sociale Wetenschappen, waar hij de portefeuille wetenschap en onderzoek had. Ook was hij in 1999 voorzitter PvdA-programmacommissie voor de Statenverkiezingen in Zuid-Holland.
In maart 2001 werd Koole gekozen als partijvoorzitter van de PvdA. Een partijcongres verkoos hem boven Tweede Kamerlid Sharon Dijksma, die de steun genoot van de partijtop. Twee andere kandidaten, de socioloog, politicoloog en columnist Bart Tromp en de Amsterdamse partijvoorzitter Bouwe Olij, hadden eerder hun kandidatuur ingetrokken ten gunste van Koole. Koole werd de opvolger van Marijke van Hees, die opstapte na een intern conflict. Koole bleef wel universitair docent in Leiden, maar met een aanstelling voor 0,1 fte sinds zijn verkiezing in maart 2001. Dit hield in dat hij jaarlijks een cursus gaf, namelijk het derde jaarskeuze-seminar lokale politiek. Als partijvoorzitter heeft hij zich ingezet voor drie thema's: de democratisering van de PvdA, het verscherpen van het ideologisch profiel van de partij en het verbeteren van de interne omgangsvormen binnen de partij.
Als voorzitter kreeg Koole te maken met een grote verkiezingsnederlaag van de PvdA. Bij de Tweede Kamerverkiezingen 2002 viel de PvdA terug van 45 naar 23 zetels, Ad Melkert trad terug als partijleider. In de periode die volgde gaf Koole samen met de in november 2002 gekozen partijleider en nieuwe lijsttrekker Wouter Bos vorm aan partijvernieuwing. Hierbij had hij drie prioriteiten: het versterken van de partijdemocratie, het aanscherpen van het politieke profiel van de partij en verbeteren van de omgangsvormen binnen de partij. De eerste twee hebben concrete uitwerking gevonden in enerzijds het forum van de partij en het lijsttrekkersreferendum, en anderzijds het nieuwe beginselprogramma van de partij.
Sinds september 2006 is Koole weer voltijds terug bij de Universiteit Leiden. Op 1 november 2006 werd hij voorzitter van het departement Politieke Wetenschappen. Op 8 december van dat jaar werd hij hoogleraar politicologie, "in het bijzonder met betrekking tot de Nederlandse politiek en haar institutionele ontwikkeling". Zijn oratie, die hij bij het aanvaarden van zijn benoeming uitsprak, betrof politiek en tegenpolitiek in de Nederlandse democratie. Hij vervult enkele nevenfuncties waaronder bestuurslidmaatschap bij de Stichting Democratie en Media en het Nederlands Instituut voor Meerpartijendemocratie. Op 13 december 2019 nam hij afscheid van de Universiteit. Bij dit afscheid kreeg hij de versierselen van Officier in de Orde van Oranje-Nassau opgespeld.
In april 2007 stapte het hele PvdA-bestuur op wegens de slechte onderlinge verhoudingen. De sfeer zou na de verkiezingsuitkomst van 22 november 2006 zijn verslechterd. De partij stelde een interim-bestuur aan, waarin Ruud Koole de rol van voorzitter waarnam. Op 6 oktober 2007 benoemde het partijcongres een nieuw bestuur onder leiding van Lilianne Ploumen.
In de periodes 2011-2015 en 2019-2023 was Koole namens de PvdA lid van de Eerste Kamer der Staten-Generaal.
Van 5 oktober 2015 tot en met 10 juli 2018 was Koole lid van de Referendumcommissie. Hij was hier eerste plaatsvervangend voorzitter.

## Publicaties
- Het belang van politieke partijen (1984)
- Binnenhof binnenste buiten: slagen en falen van de Nederlandse parlementaire democratie (red., 1986)
- 40 jaar vrij en verenigd: geschiedenis van de VVD-partijorganisatie 1948-1988 (red., 1988)
- Van Bastille tot Binnenhof: de Franse Revolutie en haar invloed op de Nederlandse politieke partijen (red., 1989)
- De opkomst van de moderne kaderpartij: veranderende partijorganisatie in Nederland 1960-1990 (dissertatie, 1992)
- Politieke partijen in Nederland: ontstaan en ontwikkeling van partijen en partijstelsel (1995)
- Mensenwerk; herinneringen van een partijvoorzitter aan de roerige periode 2001-2007 (2009)